# 송파동
송파동(松坡洞)은 서울특별시 송파구의 법정동이다.

## 개요
송파동의 동명 유래는 조선시대 초에는 이 동네를 ‘연파곤’으로 불렀던 것이 ‘소파곤’으로 변음되었다가 다시 ‘소파리’로 된 후 ‘송파진’으로 됐다는 추정이 있다. 또 하나는 옛날 한강변에 있던 이 마을의 언덕을 중심으로 소나무가 빽빽이 들어차 있어 ‘소나무 언덕’ 즉 ‘송파’라고 칭했다고 한다. 그밖에 옛날 이곳에 사는 어부가 매일 한강에 나가 고기잡이를 했는데 하루는 잔잔한 물 위에서 고깃배를 타고 낮잠을 자던 중 이곳의 소나무가 서 있던 언덕 한쪽이 무너져 떨어지는 바람에 잠이 깨었으므로 그 뒤부터 이곳을 송파라고 불렀다는 설도 있다.
1577년 조선시대 이후 경기도 광주군 중대면 송파동에 속하여 있었다. 그 뒤 일제강점기인 1914년 4월 1일에 경기도 명칭과 구역을 새로 정할 때 송파리라 하였다. 그 후 1963년 서울특별시의 대대적인 구역확장이 이루어질 때, 이 지역은 서울특별시 성동구에 편입되어 송파동이 되었다. 이후 1975년 강남구가 신설됨으로써 이에 속하게 되었고, 곧 이어 1979년 강동구가 신설되자 다시 이에 속하게 되었다. 1988년 강동구에서 송파구가 분리 신설됨으로써 이에 속하여 오늘에 이른다.

## 법정동
- 송파동

## 교육
- 서울송파초등학교
- 서울중대초등학교
- 가락중학교
- 일신여자중학교
- 가락고등학교
- 일신여자상업고등학교
- 잠실여자고등학교

## 공공도서관
| 도서관명 (독서시설)       | 위 치                      | 이용료 |
| ------------------------- | -------------------------- | ------ |
| 소나무언덕4호 작은도서관  | 송이로 34 (송파2동 173-21) | 무료   |
| 가락중학교 학교개방도서관 | 송이로 45 (송파동 168)     | 무료   |

## 같이 보기
- 대한민국의 행정 구역